# Antonio da Negroponte

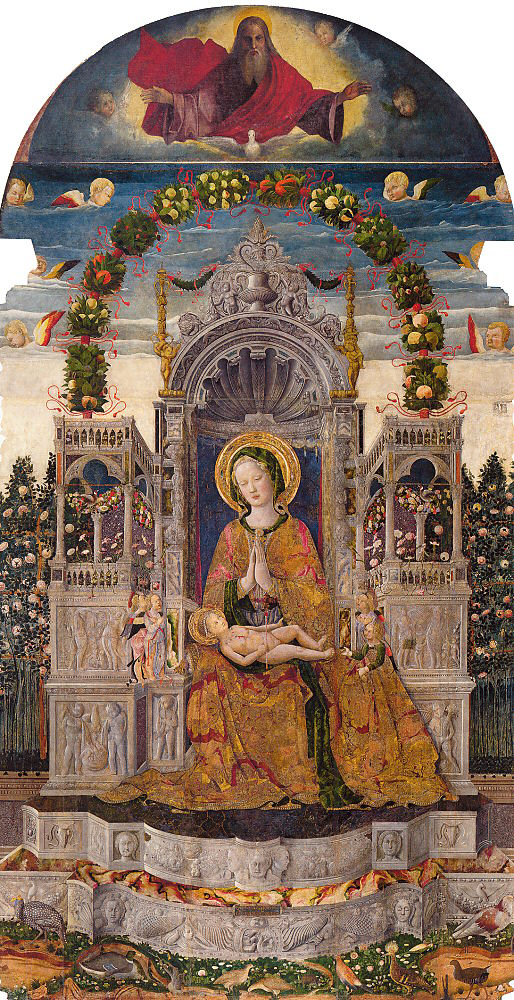
Antonio da Negroponte, Madonna na tronie z Dzieciątkiem na tle kwiatów i owoców

Antonio da Negroponte (ur. i zm. w XV wieku) – działający w Wenecji malarz renesansowy, nieznanego pochodzenia, znany z jedynego zachowanego dzieła, Madonna na tronie z Dzieciątkiem na tle kwiatów i owoców, znajdującego się w kościele San Francesco della Vigna. 

## Życie i twórczość
Brak jest wiadomości i danych biograficznych na temat tego artysty, który jest kojarzony z jedynym zachowanym obrazem, Madonna na tronie z Dzieciątkiem na tle kwiatów i owoców, znajdującym się w kościele San Francesco della Vigna w Wenecji, sygnowanym „Frater Antonius de Negropon Pinxit”. Określenie „frater” oznacza, iż był zakonnikiem, być może często zmieniającym miejsce pobytu. Oznacza to, że jego pobyt w Wenecji mógł być krótki, stąd brak informacji o nim. Obraz przedstawia Matkę Bożą siedzącą na tronie, z Dzieciątkiem na kolanach, z puttami po bokach i u góry, podtrzymującymi jej płaszcz. Malowidło jest zwieńczone girlandami kwiatów i liści. Obraz jest dziełem typowym dla quattrocenta, oznaczającego przejście od późnej fazy gotyku do wczesnego renesansu; wykazuje podobieństwo do Poliptyku San Zeno Andrei Mantegni oraz do obrazów szkoły Francesca Squarcione z Padwy. Styl rysunku przypomina dzieła Bartolomea Vivariniego. Architektoniczne tło i inne detale wykończone są z wielką starannością. Dojrzałość artystyczną Antonio da Negroponte osiągnął około roku 1440.